# Carlos Camacho Alcázar
Carlos Froylán Guadalupe Camacho Alcázar (Ciudad Juárez, Chihuahua, 7 de mayo de 1954 - Ciudad Juárez, Chihuahua, 17 de mayo de 2008). Fue un político mexicano, miembro del Partido Acción Nacional, fue diputado federal.
Fue licenciado en Derecho egresado de la Universidad Autónoma Metropolitana, al inicio de su vida profesional se dedicó al ejercicio de su profesión como defensor de oficio y luego en varias instituciones bancarias, miembro del PAN desde 1986, fue abogado de la Dirección Jurídica del Municipio de Juárez en 1993 y precandidato a regidor en 1995, en 1997 fue elegido diputado federal por el IV Distrito Electoral Federal de Chihuahua a la LVII Legislatura, periodo que concluyó en 2000 y durante el que fue secretario de la Mesa Directiva.
Posteriormente se desempeñó como titular del área de destino de bienes de la Aduana de Ciudad Juárez y desde 2002 como Delegado de la Procuraduría Federal del Consumidor en el estado de Chihuahua, ocupaba este cargo cuando la noche del 16 de mayo de 2008 fue secuestrado y posteriormente asesinado por desconocidos en Ciudad Juárez, en medio de un periodo de alta violencia por el combate de las fuerzas gubernamentales a los cárteles del narcotráfico.